# سید و نانسی
سید و نانسی (به انگلیسی: Sid and Nancy) نام یک فیلم درام تراژدی محصول ۱۹۸۶ به کارگردانی الکس کاکس است. این فیلم با الهام از زندگی نوازندهٔ گیتار بیس انگلیسی سید ویشس و رابطهٔ او با دوست دخترش نانسی اسپانگن، ساخته شده‌است. در این فیلم گری اولدمن در نقش ویشس بازی کرده‌است.
این فیلم دومین ساخته بلند الکس کاکس پس از فیلم حقه‌باز (۱۹۸۴) است.